# 绵阳高新技术产业开发区
绵阳国家高新技术产业开发区位于中国四川省绵阳市，是1992年11月经中华人民共和国国务院批准建立的国家高新技术产业开发区，面积105平方公里，总人口30万人。

## 园区经济
- 1998年绵阳高新区工业总产值完成204.4亿元[2]；
- 2013年，全区实现地区生产总值 190.03亿元，增长12.7%；全区86家规模以上工业企业完成总产值874.78亿元，增长11.1%；区属82家规模以上工业企业实现工业总产值 194.34亿元，增长12.12%；区属工业增加值完成60.7亿元，增长12.7%；实现财政总收入11.71亿元；完成固定资产投资74.5亿元， 增长17.7%[4]。